# Barrio de Ciudad Jardín (Málaga)

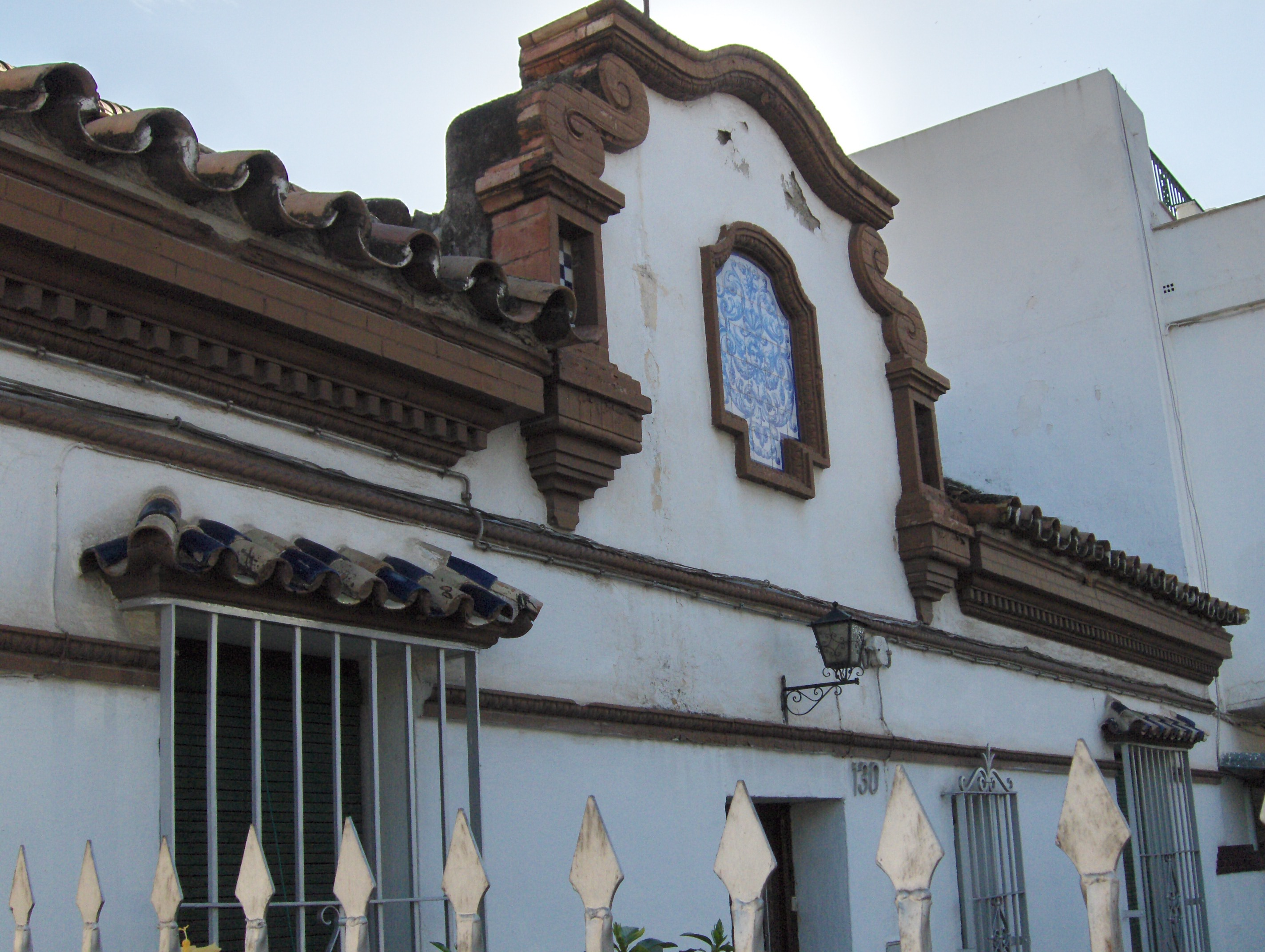
Frontón decorativo de una vivienda de Ciudad Jardín.

Ciudad Jardín es un barrio perteneciente al distrito homónimo de la ciudad de Málaga, España. Ocupa una alargada y extensa franja de la margen izquierda del río Guadalmedina, desde el El Molinillo, al sur, hasta el Jardín Botánico La Concepción, al norte, con excepción de los barrios de Sagrada Familia y Herrera Oria, enclavados junto al río. Según la delimitación oficial del ayuntamiento, por el este limita con los barrios de Las Flores, Los Naranjos, Parque del Sur, Mangas Verdes, Los Cipreses, Los Cassini, Jardín Virginia, Hacienda Los Montes, Jardín de Málaga, Alegría de la Huerta, Los Viveros y San José, listados de sur a norte. Este barrio como hemos dicho anteriormente es bastante extenso, por lo que cuenta con al menos 36.000 ciudadanos a lo largo de todo el distrito.

## Arquitectura y urbanismo
La mayor parte del barrio de Ciudad Jardín está ocupada por un conjunto de viviendas unifamiliares construidas en los años 1920 y 1930, de acuerdo con los preceptos de la Ciudad Jardín y gracias a un proyecto de casas baratas. Diseñadas por Gonzalo Iglesias Sánchez Solórzano y conocidas como conjunto Camino Viejo de Ciudad Jardín, son viviendas de estilo historicista con tejados a cuatro aguas y generalmente pareadas.
También abarca otras promociones posteriores, construidas en tiempos de la autarquía, como son el grupo de las "Casas Nuevas", junto a la Hípica que luego se convirtió en Canódromo, en el extremo norte del barrio, y el grupo Cruz Roja, al sur, obra de Juan Jáuregui Briales.
En el barrio encontramos cinco puentes del Acueducto de San Telmo, una de las obras de ingeniería y arquitectura más importantes del siglo XVIII, y que son: el remachó calvo, el Calata pocos Pelos el de los Cinco Ojos o del Nogal, el de los Once Ojos o de Arroyo Quintana, el de Aceitero, el de Melero y otro que está en el interior del IES "Ciudad Jardín".

## Historia
A lo largo de 1924 comienzan las obras de urbanización de la zona norte de Málaga, proyecto conocido como la Ciudad Jardín, que ejecuta la Sociedad de Casas Baratas de Málaga, constituida en marzo de ese año. Las obras, que se prolongan hasta 1932, son inauguradas oficialmente el 11 de febrero de 1926 por el rey Alfonso XIII, a quien se le regala la primera casa terminada, que él a su vez dona a Remedios Jurado, la viuda del teniente Justo Sierra, malagueño muerto en Igueriben (Marruecos) junto al comandante Benítez.

## Transporte

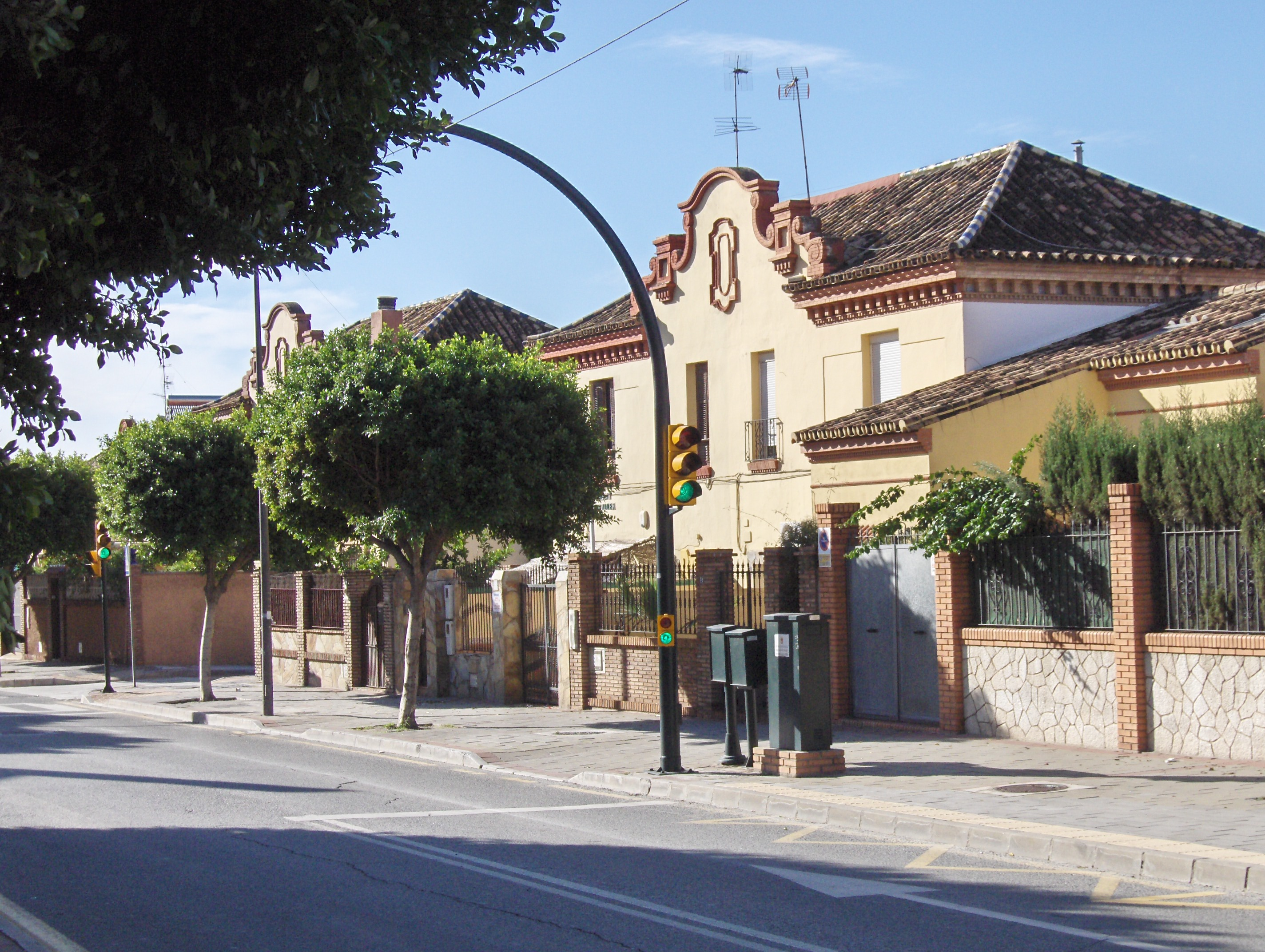
Viviendas típicas.

En autobús queda conectado mediante las siguientes líneas de la EMT: 
| Línea | Trayecto                                          | Recorrido | Frecuencia                              |
| ----- | ------------------------------------------------- | --------- | --------------------------------------- |
| C1    | Circular 1                                        | Recorrido | 12 minutos                              |
| C2    | Circular 2                                        | Recorrido | 11-12 minutos                           |
| 1     | Parque del Sur - Avda. Europa (San Andrés)        | Recorrido | 8-9 minutos                             |
| 2     | Alameda Principal - Ciudad Jardín (San José)      | Recorrido | 10-11 minutos                           |
| 26    | Alameda Principal - Alegría de la Huerta          | Recorrido | 15 minutos                              |
| 30    | Alameda Principal - Mangas Verdes                 | Recorrido | 45-50 minutos                           |
| 37    | Alameda Principal - Altamira/Monte Dorado         | Recorrido | 25-30 minutos                           |
| 61    | Alameda Principal - Jardín Botánico La Concepción | Recorrido | 60 minutos (Fines de Semana y festivos) |
| N2    | Plaza de la Marina - Circular                     | Recorrido | 50-55 minutos                           |